# Prise de Kazan
Le siège et la prise de Kazan (russe : Осада и взятие Казани) ont été l'objectif d'une campagne militaire entreprise entre juin et octobre 1552 par Ivan le Terrible pour étendre le territoire du tsarat de Russie.
Le siège de 1552 a été la cinquième des tentatives des troupes russes, précédée par celles de 1487, 1524, 1530 et 1550. Ce dernier assaut s'est avéré être un succès pour avoir été soigneusement planifié, et à cause de la mise en œuvre par l'armée russe des dernières innovations dans l'armement et le génie militaire, dont son adversaire ne disposait pas.
La prise de la ville met fin à l'existence du khanat de Kazan en tant qu'État indépendant et aboutit à son rattachement au territoire russe. Même si le tsarat de Russie disposait de soutien dans la noblesse tatare et dans les différents peuples qui étaient soumis au khanat, elle ouvre une période de résistance et de révolte contre le nouveau pouvoir, marquée notamment par une révolte dans les alentours de Kazan, et la première guerre des Maris.

## Contexte
La prise de Kazan est l'aboutissement d'une stratégie de long terme de la grande-principauté de Moscou, qui devient tsarat de Russie en 1547. La lutte contre le Khanat de Kazan avait déjà commencé dans les années 1360, mais avec des succès incertains, et les deux parties pouvaient penser avoir atteint leurs objectifs dans ces affrontements. Les relations entre Russes et Kazanais se détériorent sensiblement dans la 1re moitié du XVIe siècle.
Les avancées de l'Empire ottoman dans le littoral nord de la mer Noire et dans le Caucase, et sa nouvelle vague d'expansion en Europe, favorisent un affaiblissement de la relation de vassalité établie entre le Khanat et Moscou. Les tatars font des incursions en territoire russe, et vendent comme Saqāliba leurs captifs en esclavage en Crimée, dans les pays occidentaux et dans la Méditerranée. Entre 1534 et 1545, le khanat fit chaque année des raids dévastateurs dans l'est et le nord-est du tsarat.
Des motivations économiques, au premier rang l'aspiration à un commerce libre de droits sur l'ensemble des routes de la Volga, dont l'importance est croissante pour les marchands moscovites, poussent aussi le jeune tsar à la guerre.
Le changement de dynastie à Kazan se fait au détriment du « parti russe », qui a le soutien d'une partie de la noblesse tatare, et des représentants des Mordves et d'autres peuples liées par des relations féodales ou de soumission aux autorités du khanat. Mais ce parti reste influent et se renforce, ce qui fait de son côté pencher l'équilibre des forces du côté du tsarat.

## Préparatifs et trajet vers Kazan

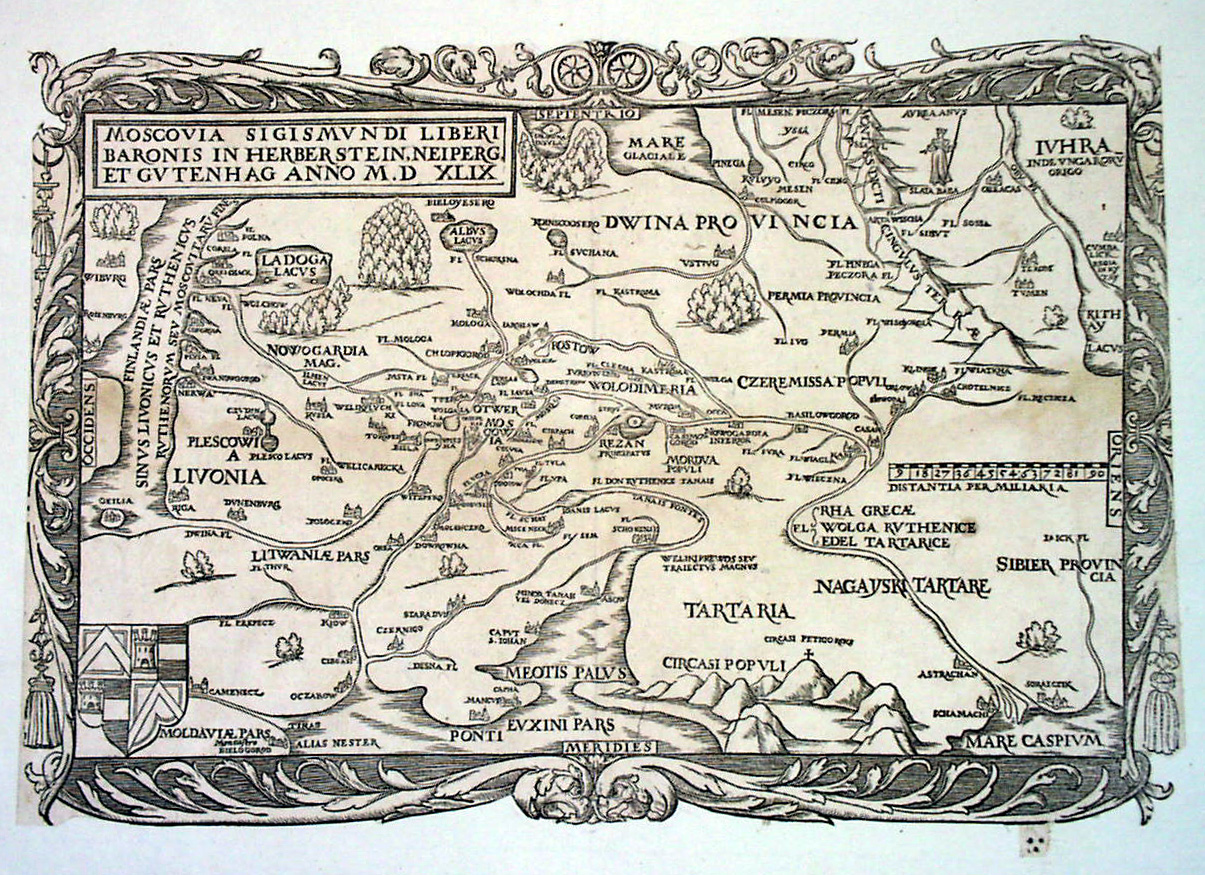
Carte de la Moscovie, publiée par Sigmund von Herberstein en 1549. On distingue la forteresse de Vassilsoursk (Basilovgorod). Sviajsk n'est pas encore construite. Kazan est orthographié Casan.

### Premières campagnes
Dans le but de se protéger des tatars, les Russes construisent en 1524 la forteresse de Vassilsoursk. Sous Vassili III, les fortifications de Temnikov sont consolidées ; elles constituent un point d'appui pour les Russes sur la rive droite de la Volga.
De 1545 à 1552, Ivan le Terrible organise une première série de campagnes contre Kazan. Celles-ci sont très coûteuses, dans la mesure où les bases russes (Nijni Novgorod, Arzamas) sont trop éloignées du théâtre d'opération.

### Soulèvement tchouvache
En 1546, après le succès de la campagne russe de l'année précédente, les Tchouvaches, en même temps que les Maris des collines (ru) se soulèvent contre le pouvoir de Kazan. Les ambassadeurs tchouvaches Mehmed Bozoubov et Akhkoubek Togaïev sont envoyés auprès d'Ivan le Terrible, proposant de devenir citoyens russes, à la condition de disposer de droits et de libertés étendues. Le gouvernement y russe donne immédiatement son accord, mais ne tiendra pas sa promesse.

### Construction de la forteresse de Sviajsk
Le gouvernement russe a donc un besoin aigu d'une base située à proximité immédiate de Kazan. En 1551, sous l'égide de l'ingénieur militaire russe Ivan Vyrodkov (ru), la forteresse en bois de Sviajsk est construite en 28 jours avec des éléments préfabriqués, bien que la place soit assiégée par Kazan.

### Campagne de 1552
À la différence des précédents sièges, les armées russes se préparent avec méthode, planifiant même d'hiverner devant les murs de la ville. La préparation de la campagne de 1552 commence au printemps, alors que les régiments d'avant-garde, commandés par le voïvode Alexandre Gorbati-Chouïski sont déjà à Sviajsk.
Le 16 juin 1552, après une revue de détail, l'armée du tsar part de Moscou pour Kolomna. Dans le but d'empêcher la progression des troupes russes vers Kazan, des régiments de Crimée, renforcés par des janissaires et de l'artillerie, attaquent par surprise les forces russes devant Toula, mais cette attaque est repoussée, et l'arrière-garde tatare est défaite par les Russes sur la rivière Chivorone (ru). L'explication généralement donnée de l'échec des Tatars de Crimée est que le khan Devlet Ier Giray croyait que l'armée russe se trouvait déjà à Kazan, et qu'il n'était pas préparé à une confrontation à une armée de cette taille.
Les Russes poussent alors jusqu'à Kazan avec plusieurs régiments. Le tsar lui-même, à la tête du gros des troupes, fait route de Kolomna à Vladimir. Il rejoint ensuite Mourom, où se joignent à lui les régiments tatars commandés par le khan Chakh-Ali (ru), qui viennent de Kassimov. L'effectif des troupes tatares arrivées avec le khan, selon des indications de la Chronique de Kazan, non confirmées par d'autres sources, est d'environ 30 000 hommes. Parmi elles se trouvent deux tsarévitchs du Khanat d'Astrakhan.
Les armées russes parviennent finalement à Sviajsk en cinq semaines mais avec difficulté : beaucoup de soldats meurent en chemin à cause de l'absence d'eau potable et d'une chaleur anormale. Elles restent une semaine à Sviajsk pour attendre d'autres régiments, et sont rejointes ensuite par la flotte russe qui descend la Volga.

Trajet des troupes russes vers Kazan (colonne nord et colonne sud).

### Traversée de la Volga et bataille devant Kazan

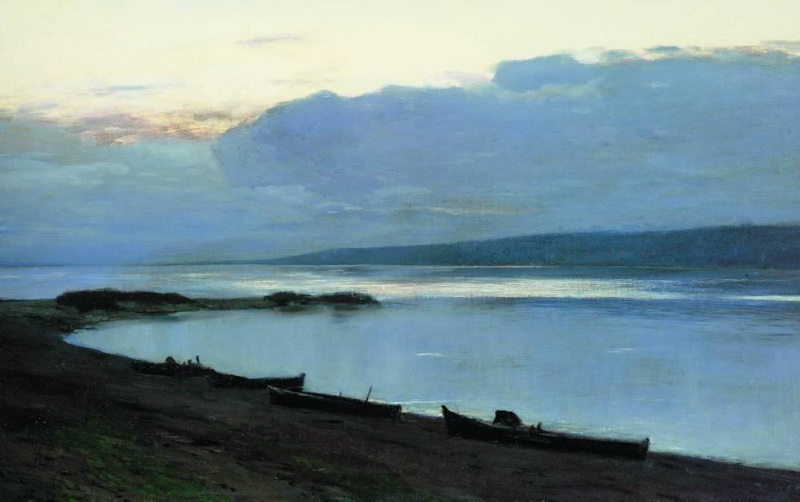
La Volga (1888), tableau d'Isaac Levitan.

Le 15 août, sur l'ordre du tsar, les armées russes traversent la Volga en ordre de guerre, dans des navires spécialement aménagés, et prennent position sur la rive opposée, celle « des prés ». Informé des mouvements russes, le khan de Kazan Iediguer se porte à leur rencontre à la tête d'environ 10 000 soldats. La cavalerie légère (Ертаул) et l'avant-garde russes arrivent à les contenir, et après des combats sanglants culbutent les troupes de Kazan, pourtant supérieures en nombre, et les mettent en fuite. Grâce à cette victoire, l'armée russe peut s'installer librement sur l'autre rive en une semaine, sans craindre une nouvelle tentative des défenseurs de la ville.
Le 16 août, le mourza Kamaï Oussëinov (ru) se met au service d'Ivan le Terrible avec sa suite cosaque, et lui fournit des informations sur la composition des armées tatares.
Le 17 août le tsar traverse lui-même la Volga et déploie ses troupes sur la plaine d'Arsk. Il y décide de leur disposition en vue du siège.

## Composition des armées russes

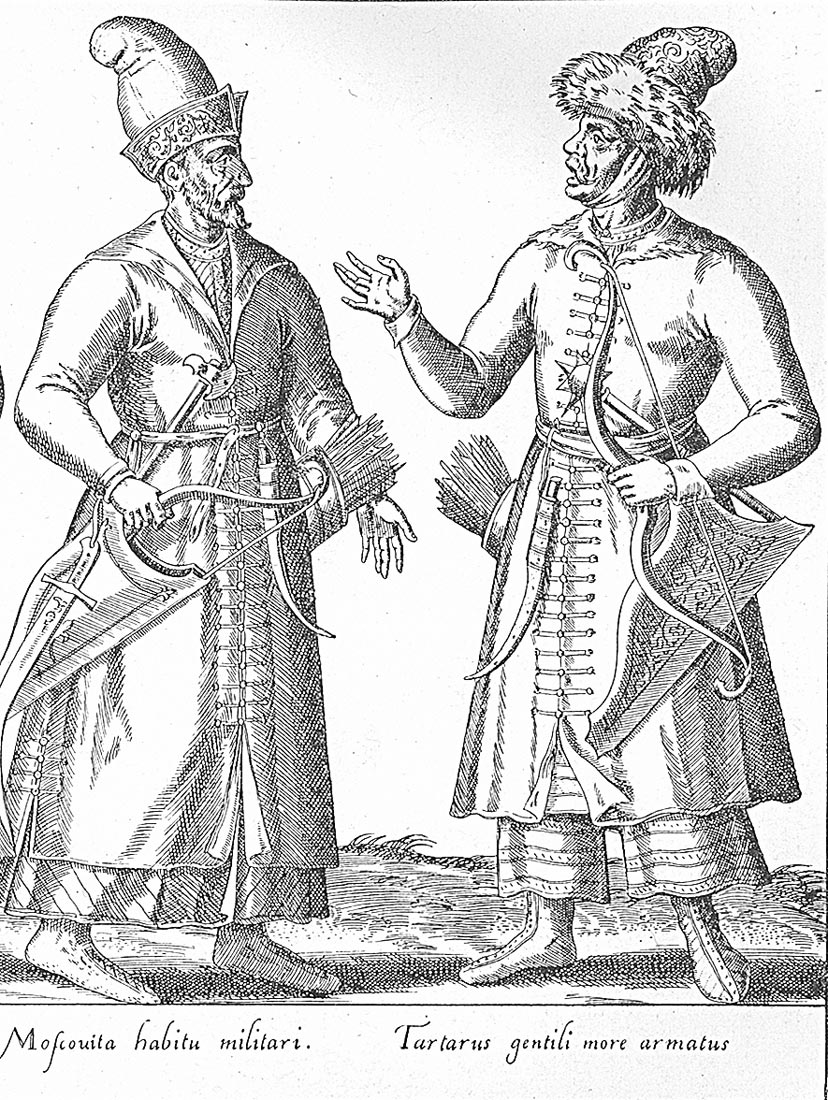
Soldats russe et tatar, gravure colorée publiée par Sigmund von Herberstein en 1549.

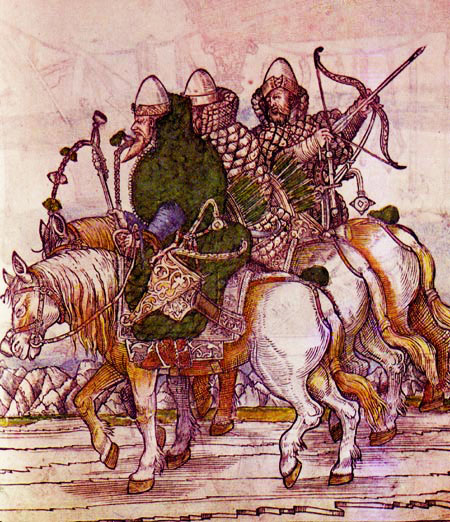
Cavalerie de la Cour, gravure colorée publiée par Sigmund von Herberstein en 1549.

Des troupes et un armement important sont engagés dans le siège. Selon la Chronique de Kazan, l'effectif des armées russes est de 150 000 personnes et dépasse largement celui des assiégés (60 000). Ces deux chiffres sont cependant selon les historiens contemporains fortement exagérés. Les capacités mobilisées par le tsarat russe ne permettaient en effet pas de lever des troupes aussi nombreuses, et il en était de même du Khanat de Kazan, d'autant plus qu'une partie de sa population n'est pas impliquée dans le conflit.
La ville est encerclée le 23 août, et toutes les tentatives des assiégés pour rompre cet encerclement sont un échec. La ligne de siège fait 7 km. Le régiment de l'aile droite de Chakh-Ali est disposé face aux deux portes de Nogaïsk, le régiment d'avant-garde tatar, avec à sa tête les deux tsarévitchs face aux portes d'Ielbouguine et de Kebekov, le régiment de cavalerie légère devant la porte de Mouraliev, le régiment de l'aile gauche devant celle de Vodian, le régiment de la Garde devant la porte du tsar. Les réserves russes commencent à édifier des tours de siège autour de la ville assiégée, devant chaque porte. Elles sont construites à la manière friazine par des ingénieurs italiens, avec trois étages de combat.
Entre les portes du Tsar et d'Arsk, les russes installent dix canons de gros et de moyen calibre, et Ivan Vyrodkov (ru) élève en une nuit une tour de siège de 13 mètres de hauteur, assemblée à la main. La tour peut être poussée vers les murs et permet d'ouvrir le feu directement sur les rues de la ville.
Immédiatement après l'arrivée des armées du tsar, un nouvel affrontement a lieu entre les troupes de Kazan, surgissant des forêts situées l'est de la ville, et les russes, déployées dans la plaine d'Arsk. Les voïvodes envoyés contre les attaquants prennent le dessus et font des prisonniers.
Une ambassade est envoyée par Ivan le Terrible dans la ville avec une proposition de paix. En cas de capitulation, les habitants se voient garantir la vie, l'inviolabilité de leurs propriétés, la liberté de culte musulman et le libre établissement. Le tsar propose au khan de Kazan de devenir son vassal. Les propositions des délégués sont refusées, et ils sont expulsés de la ville dans l'opprobre. Les assiégés demandent alors de l'aide aux Nogaïs, mais les chefs de la Horde, craignant de détériorer leurs relations avec Moscou, se refusent à venir à leur secours.
Le 28 août, les défenseurs de Kazan font une sortie infructueuse. Sous les murs de la ville se déroule un combat acharné. Après que l'attaque a été repoussée, les streltsy encerclent les tours de tranchées et y disposent des canons de gros calibre. Dans les intervalles entre les tours, des palissades sont construites sous la direction d'Ivan Vyrodkov.

### Bombardement et minage des remparts

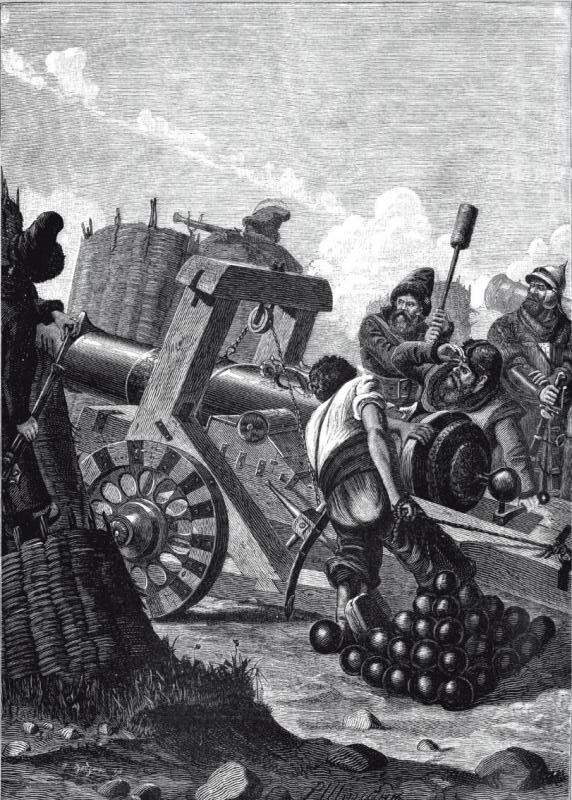
Artillerie de siège russe du XVIe siècle, gravure du XIXe siècle.

Le pilonnage de Kazan commence le 27 août. Les Kazanais ne disposent pas de canons équivalents, et leur artillerie subit donc des pertes sérieuses. Le 4 septembre, les Russes font exploser une mine près de la porte de Mouraleïev, sous les sources à l'intérieur de la ville. Bien que l'opération réussisse, son but n'est pas atteint, dans la mesure où il reste dans la ville de nombreux réservoirs où les habitants peuvent se procurer de l'eau potable. Mais avec la perte de la principale ressource en eau de la ville, la maladie commence à y sévir.
Le 6 septembre, des troupes russes commandées par Gorbaty-Chouïski partent en campagne contre Arsk, d'où les harcelait le prince tatar Apantcha. Une grande part des troupes du tsar est composée de streltsy à pied et de sapeurs mordves. Elles sont l'objet d'escarmouches de la part des Maris qui les mettent en difficulté. Arsk est cependant prise et les Russes prennent le contrôle de ses alentours, raflant de nombreux prisonniers et du bétail.
Pendant cet épisode, à la suite de pluies torrentielles et de bourrasques, un grand nombre de navires coulent avec leur cargaison, privant les armées russes d'une part significative de leurs réserves de vivres.
De façon inattendue, une armée de cosaques du Don rejoint les assiégeants. Elle est commandée par l'ataman Soussar Fiodorov et elle propose ses services au tsar de Moscou. L'arrivée des cosaques provoque une panique, dans la mesure où elle a lieu de nuit et qu'ils allument leurs feux dans leur camp. Leur nombre, dans la pénombre, fait comprendre qu'il s'agit de forces importantes, et cela inquiète tant les assiégés que les assaillants. Ces derniers sont obligés d'envoyer sous le couvert de la nuit des espions pour savoir d'où viennent ces forces inconnues. De retour, ils ne font qu'intriguer davantage, en décrivant l'étrangeté et même le caractère effrayant des troupes cosaques : avant de se mettre en marche, elles avaient tué dans les roselières du Don toutes sortes d'oiseaux et en avaient orné leurs habits de plumes.
L'arrivée des Cosaques modifie le cours du siège : elle pousse les armées russes à accélérer la sape et le minage des murs de la ville assiégée. La tradition veut que ces travaux aient été dirigés par l'ingénieur anglais Bulter et le Lituanien Rosmysl, dont le vrai nom aurait été Erasme. Cette tactique sera par la suite couronnée de succès.

### Assaut décisif
Les troupes russes se préparent soigneusement pour l'assaut décisif. Le 26 septembre, elles avancent leurs tours de siège à proximité des portes d'Arsk, du Tsar et d'Attila, et il ne reste entre elles et les fortifications que l'espace des fossés. Ceux-ci sont comblés de terre et de bois dans plusieurs endroits et de nouvelles sapes sont entreprises.
Mais les assiégés font immédiatement plusieurs sorties pour attaquer les tours. Au cours de l'une d'entre elles, les Kazanais arrivent à mettre en fuite leurs servants. Une autre sortie, à la porte de Zboïlov, n'a pas de résultat, et c'est également le cas de la dernière qu'ils tentent, pourtant massive. Ivan le Terrible se rend sur le lieu des combats.
Le 30 septembre, le génie russe fait exploser une nouvelle mine sous les remparts, qui s'écroulent. Les murs en bois, les portes et les passerelles sont incendiés, ce qui ouvre des brèches importantes. Les attaquants parviennent à prendre pied dans la ville et à se retrancher dans la tour, les murailles et la porte d'Arsk. Le tsar se refuse cependant à ordonner l'assaut général. Pendant les deux jours suivants, les troupes russes, commandées par Mikhaïl Vorotynski (ru) et Alekseï Basmanov (ru) attendront l'adversaire, protégées derrière des barricades.
Le 1er octobre, les défenseurs de la ville refusent à nouveau de déposer les armes.

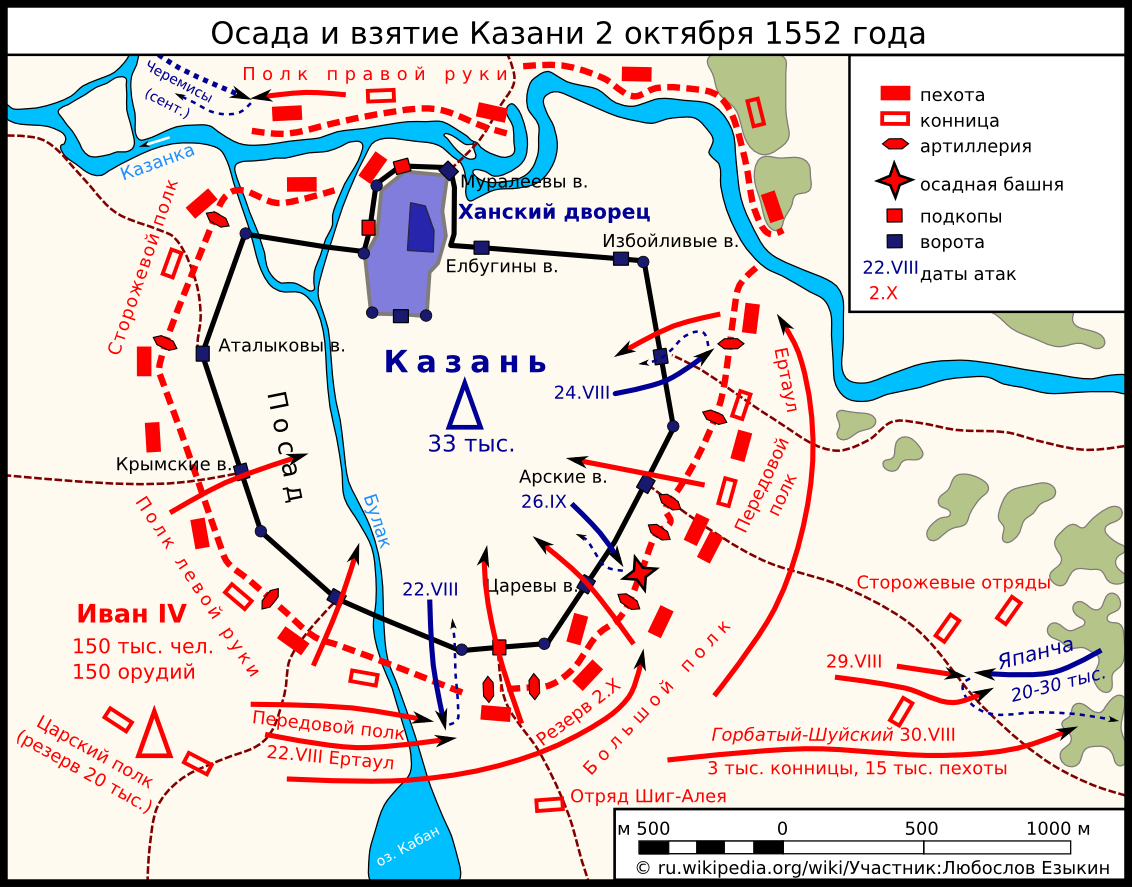
Assaut et prise de Kazan le 2 octobre 1552

Le 2 octobre, l'assaut a lieu après une nouvelle explosion de mine. Les cosaques se ruent les premiers dans la brèche. Cependant, épuisés par le long siège et la résistance opiniâtre des assiégés, une partie des soldats russes va à contrecœur au combat. Les Kazanais se défendent en bon ordre, et les combats sur les toits des maisons ou dans les rues de la ville sont sanglants et acharnés.
L'assaut russe s'arrête avec le début du pillage de la ville, auquel se joignent des officiers, malgré l'interdiction du tsar, et « les lâches qui simulaient les blessures ou la mort, les valets, les vivandiers, les marchands ». Les Kazanais reprennent l'avantage, provoquant la fuite des pillards. Le commandement russe ordonne de tuer les fuyards et les maraudeurs. Cette mesure permet d'arrêter la panique, et l'assaut des Russes recommence.
Les affrontements continuent à l'intérieur du kremlin. Les défenseurs de la mosquée du palais du Khan sont menés par l'iman Qol Charif (ru), qui meurt avec ses élèves en combattant. Kazan tombe, le khan Iediguer est fait prisonnier.

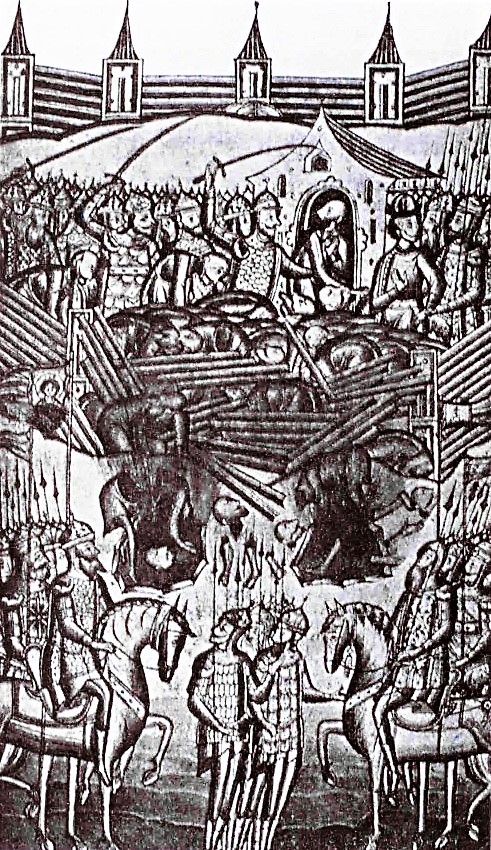
L'assaut final sur Kazan, après l'explosion des mines.

Selon les sources russes anciennes (Le Livre du tsar, les Chroniques, la Chronique de Kazan, l'Histoire de la grande-principauté de Moscou, d'Andreï Kourbski), les Kazanais sont exécutés, et les femmes et les enfants distribués aux soldats russes :

« Le sang tatare coulait en ruisseau, et il était difficile d'avancer parmi les cadavres. Ils s'accumulent sur les berges de la Kazanka devant le kremlin, les ravins et les fossés des fortifications. Les tas sont aussi hauts que les murs de la ville. »

Les Kazanais loyaux sont regroupés au-delà des faubourgs, sur les rives du lac Kaban (ru), où sera fondé le quartier de la Vieille sloboda tatare (ru).

## Suites
Après la prise de Kazan toute la Povoljie centrale (ru) est réunie à la Russie. Outre les Tatars, beaucoup d'autres peuples, qui étaient auparavant sous la domination du khanat de Kazan, passent sous celle du tsarat (Tchouvaches, Oudmourtes, Maris, Bachkires). C'est la première des grandes campagnes militaires que les principautés russes mènent en dehors de leurs propres frontières. Les capitales des khanats d'Astrakhan et de Sibir sont prises ensuite, respectivement en 1556 et 1582.
Les résistances sont cependant importantes : les territoires révoltés autour de Kazan échappent au contrôle russe entre 1552 et 1556, et la Première guerre des Maris se prolonge de 1552 à 1557. Plus tard, à la fin XVIIIe siècle le soutien des paysans tatars de Kazan à la révolte de Pougatchev sera important, et la ville sera prise par les révoltés.
En 1569, une campagne ottomane, menée par le gouverneur général de Kefe, appuyé par les Tatars de Crimée, a pour objectif le rattachement des khanats de Kazan et d'Astrakan à l'Empire ottoman. Les troupes ottomanes et tatares suivent le Don, puis atteignent Astrakhan et échouent devant la ville, sans pouvoir remonter la Volga. Elle subissent de fortes pertes sur le trajet du retour. La diplomatie russe recherche après cette tentative la conciliation avec les Ottomans, et la Sublime porte, impliquée dans des conflits en Europe occidentale et avec la Perse, ne renouvelle pas sa tentative.
Pour leur participation à l'assaut de Kazan, le tsar accorde aux Cosaques du Don par charte la pleine disposition « de la rivière du Don et de tous ses affluents », confortant leur statut indépendant. Les relations entre le tsarat et les Cosaques auront jusqu'à fin du XVIIIe siècle un tour pratiquement diplomatique et sont suivies par le bureau des Ambassadeurs à Moscou.

## Appréciations historiques
Les historiens russes du XIXe siècle soulignent l'importance pour le tsarat de Russie de la disparition du Khanat de Kazan et de l'annexion de la Povoljie centrale (ru) . Les conditions d'une installation de colons russes de la vallée Volga, de mouvements ultérieurs vers l'Oural et la Sibérie, et de l'élargissement des routes commerciales vers le Caucase et l'Extrême-Orient furent remplies. Pour l'historien Sergueï Platonov  :

« La soumission de Kazan eut d'énormes conséquences sur les conditions de vie du peuple russe. (…) Kazan était un chancre pour la Moscovie, et sa prise devint une fierté populaire, célébrée dans les chansons. Après la prise de Kazan, en l'espace de 20 ans, elle se transforma en une grande ville russe. Parmi les populations autochtones du bassin de la Volga, des villes fortifiées furent établies, comme points d'appui pour les autorités et pour la colonisation russe. Celle-ci s'étend sans tarder sur les terres riches de la Povoljie et dans les forêts de l'Oural central. D'immenses espaces fertiles furent pacifiés par le pouvoir moscovite et mis en valeur par le travail des paysans. L'occupation de la Basse-Volga et de l'Ouest de la Sibérie fut la conséquence naturelle de la disparition de cette barrière qu'était le khanat de Kazan pour la colonisation russe. »

Pour l'historien Sergueï Soloviov, cette soumission « ne fut ni la conséquence de l'amour propre du jeune tsar, ni de l'aspiration à la grandeur, comme le furent, par exemple, celles des régions baltes. Elle fut un mouvement nécessaire et saint aux yeux de chaque russe, ... pour protéger les territoires russes et pour libérer les captifs chrétiens ».
L'historien Ravil Gabdrakhmanovitch Fakhoutdinov, estime dans son manuel que la politique qui a été conduite par le tsarat de Russie fut une occupation, et il considère le khanat de Kazan comme la victime des ambitions impériales d'Ivan le Terrible, qui se distingua par « une vie déréglée et des actions misanthropes », et qui conduisit « une politique d'extermination des peuples soumis par lui ». Ravil Fakhoutdinov souligne également la violence des troupes russes à l'égard de la population tatare et les pillages pendant et après la prise de Kazan.
Selon l'historien Iskander Guiliazov (ru), dans un échange avec le président de la fédération de Russie Dmitri Medvedev, intervenu le 22 juin 2011, la population du khanat de Kazan était au moment de la prise de la ville sensiblement équivalente à celle de l'État russe. Depuis cette époque, la population tatare n'a pas augmenté, alors que le nombre d'habitants ethniquement russes a crû fortement, en raison des contacts entre nationalités et ethnies, et de l'assimilation des tatars.
Selon le russologue français Emile Hautmant, dans un article de 1919 :

« La prise de Kazan est arrivée juste à temps pour empêcher la constitution, au nœud de la Volga et de la Kama, d'un grand État tatar et musulman qui eût coupé aux Russes les routes du Sud-Est. »

Il considère que l'espace tatar, en cours de constitution, renforcé par les succès des turcs ottomans et la propagande musulmane, et commençant à intégrer les tribus finnoises, aurait pu voir l'émergence d'un État fort, unifiant les tribus nomades tatares et sédentaires finnoises, soutenu par l'Empire Ottoman. Celui-ci aurait pu devenir une « Russie asiatique », prenant l'avantage sur la Moscovie, perdant l'avantage de sa position centrale. Il a été au contraire séparé en deux par les campagnes d'Ivan le Terrible.
Des séparatistes et nationalistes tatares font dans les années 1990 une dénonciation radicale de la prise de Kazan et de la liquidation du Khanat, avec comme mots d'ordre : « Je me souviens de l'année 1552 » (Я помню 1552 год) et « Holocauste du peuple tatar - 1552 » (Холокост татарского народа — 1552!) ,. Ils organisent chaque année, sans reconnaissance officielle, un Jour du souvenir des défenseurs de Kazan, et mettent en avant que le khanat de Kazan aurait été pacifique et le tsarat de Russie une entité agressive.
Dans la capitale du Tatarstan, au moment de la Perestroïka, des réunions de masse sont organisées avec comme slogan « Le but, c'est l'indépendance ! » (Максатыбыз — байсезлек! - Цель — независимость!), ainsi qu'un séminaire scientifique « La conquête de Kazan, les leçons de l'histoire ». Les nationalistes tatares soulèvent régulièrement la question de l'édification d'un monument aux défenseurs de Kazan victimes d'Ivan le Terrible en 1552, mais le gouvernement russe s'y refuse catégoriquement.

## La prise de Kazan dans l'art

### Architecture
- Pour célébrer la soumission de Kazan, Ivan le Terrible fit construire la cathédrale Saint-Basile-le-Bienheureux de Moscou et des églises à Kazan elle-même.
- Sur le lieu de la fosse commune où furent enterrées des victimes, a été construit le Mémorial des soldats morts lors de la prise de Kazan en 1552.

### Littérature
- Le premier poème épique russe, La Rossiade, de Mikhaïl Kheraskov, est consacré à la prise de Kazan.

### Musique
- La féroce Chanson de Varlaam (Acte 1, sc 2 - Dans une auberge à la frontière Lithuanienne) de l'Opéra Boris Godounov : "Voici comment ça s'est passé dans la ville de Kazan" (Kak vo gorode bylo vo Kazani). La scene est un ajout à Pouchkine de la main de Moussorgsky. Le moine vagabond aviné Varlaam y décrit de manière épique et cruelle la prise de Kazan.

### Peinture
- L'immense icône allégorique Bénis soient les guerriers du Roi des cieux, est peinte dans les années 1550 à la demande d'Ivan le Terrible en souvenir de sa prise de la ville. Kazan y est représentée[24] en feu, non pas de destruction, mais de purification, selon l'historien d'art V. V. Morozov[25] par le feu, mais à être purifiée par lui[25]. D'autres chercheurs voient dans le dessin de la ville en flamme la mosquée principale de Kazan détruite par Ivan le Terrible : la mosquée Qolsharif[26].

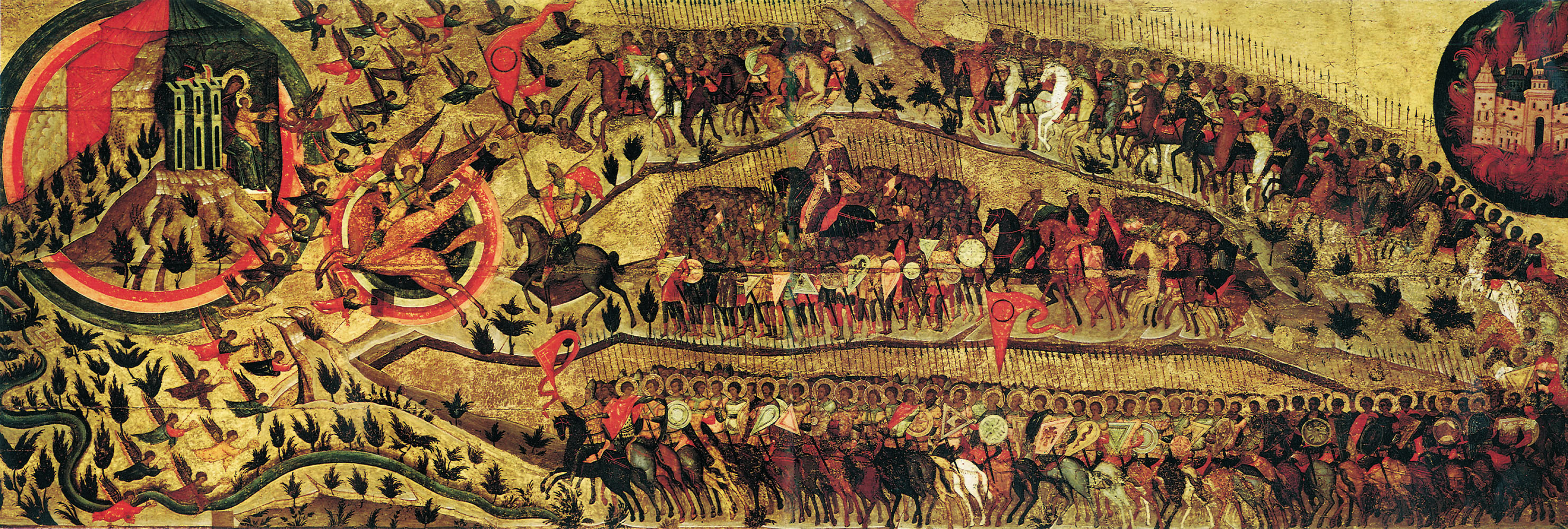
Bénis soient les guerriers du Roi des cieux : icône représentant une procession guerrière allant de la ville en feu, Kazan, abandonnée pour la nouvelle Jérusalem céleste, peut-être Moscou.

- Au XVIIIe siècle et au XIVe siècle le thème de la prise de Kazan est retenu par plusieurs peintres russes, dont Grigori Ougrioumov (vers 1800), et Piotr Chamchine (1894).

### Cinéma
- Le siège de Kazan est un des épisodes du film de Serge Eiseinstein, Ivan le Terrible, dont la musique est de Sergueï Prokofiev

### Jeu vidéo
- Le siège de Kazan est présent dans la campagne de Age of Empires IV.

#### Français (traduction)
- Nikolaï Karamzine, Histoire de l'Empire de Russie : Tome huitième, volume VII, chapitre 3, Paris, A. Belin, 1820 (lire en ligne), p. 125-210 ;

#### Russe
- (ru) Зимин А. А., Хорошкевич А. Л. (A. A. Zimine, A. L. Khorochkevitch), Россия времени Ивана Грозного [« La Russie au temps d'Ivan le Terrible »], Moscou, Наука,‎ 1982 ;
- (ru) Жеребов Д. К., Майков Е. И.  (D. K. Jerebov, I. I. Maîkov), « Русское военно-инженерное искусство в XVI—XVII вв. », dans Истории русского военно-инженерного искусства [« L'art de l'ingénierie militaire russe aux XVIe et XVIIe siècles »], Moscou,‎ 1952 ;
- (ru) Усачев А. С.  (A. S. Oussatchev), « Об исторической ценности древнерусских сообщений о чудесах (на материале чуда о свечении под Казанью 1552 г.) » [« De la valeur historique des sources russes anciennes sur les miracles »], Древняя Русь. Вопросы медиевистики, no 1 (39),‎ 2010, p. 112-116.
- (ru) Хованская О. С. (O. S. Khovanskaïa), chap. III « Походы Ивана Грозного на Казань в 1549-1552 гг. [Les campagnes d'Ivan le terrible contre Kazan en 1549-1552] », dans Хованская О. С. (O. S. Khovanskaïa), Осада и взятие Казани в 1552 году.- историко-археологический очерк [« Siège et prise de Kazan en 1552 - esquisse historico-archéologique »], Kazan, Изд-во МОиН РТ,‎ 2010 (lire en ligne), p. 74-102